# Arne Börnsen
Arne Börnsen (né le 5 octobre 1944 à Wilster) est un homme politique allemand (SPD).

## Biographie
Après avoir obtenu son diplôme du lycée Gerhard-Rohlfs de Brême-Vegesack en 1965, Börnsen étudie le génie maritime à l'Université technique de Hanovre et à l'Université de Hambourg, il obtient son diplôme d'ingénieur en construction navale. Il travaille ensuite comme ingénieur de planification chez AG Weser à Brême et à partir de 1983 dans l'usine de Brême de Daimler-Benz AG. De 1978 à 1980, il est chargé de cours pour l'entreposage à l'Université des sciences appliquées de Bremerhaven. De 1990 à 1993, il est membre du conseil de surveillance de Krupp -Atlas-Elektronik GmbH Bremen.
Börnsen rejoint le SPD en août 1969, à partir de 1979, il est membre et de 1988 à 1991 président du district de Basse-Saxe du Nord, de 1982 à 1992 également membre du conseil d'État. De 1976 à 1981, il est adjoint au maire de Ritterhude et à partir de 1976, il est également membre du conseil de l'arrondissement d'Osterholz. De 1980 à 1983 et à partir de 1987, il siège au Bundestag en représentant la circonscription de Verden-Osterholz. Là, il est membre du Conseil des infrastructures du ministre fédéral des Postes et des Télécommunications, à partir de 1987 porte-parole du groupe parlementaire SPD pour les postes et télécommunications et à partir de 1990 membre de la Commission indépendante chargée d'examiner les actifs des partis de la RDA et des organisations de masse. au ministère fédéral de l'Intérieur. Le 6 janvier 1998 Börnsen quitte prématurément le Bundestag, son successeur est Eva Folta. Il devient vice-président le 1er janvier 1998, d'une autorité de régulation des télécommunications et de la poste (RegTP).  Il  occupe ce poste jusqu'au 31 décembre 1999.